# Umbraculida
Umbraculida zijn  een orde van weekdieren uit de klasse van de Gastropoda (slakken).

## Superfamilie
- Umbraculoidea Dall, 1889 (1827)